# Yamgan (district)
Yamgan est un district de la province de Badakhshan en Afghanistan. Sa population est estimée à 20 000 habitants.